# Championnats d'Europe juniors de natation 2013
Navigation
Édition précédente Édition suivante
La 40e édition des Championnats d'Europe juniors de natation a eu lieu du 10 au 14 juillet 2013 à Poznań en Pologne. Cette compétition est organisée sous l'égide de la Ligue européenne de natation.

## Faits marquants
Comme lors de l'édition de 2012 à Anvers, c'est la russe Mariya Baklakova qui se distingue le plus lors de cette compétition, remportant six médailles d'or et en établissant quatre records des Championnats sur 100 m et  200 m nage libre, mais aussi sur les relais 4 x 100 m et 4 x 200 m nage libre.

## Podiums

### Garçons
| Épreuve                | Or                                                                        | Or                 | Argent                                                                                                 | Argent         | Bronze                                                                 | Bronze         |
| ---------------------- | ------------------------------------------------------------------------- | ------------------ | --- | -------------- | ---------------------------------------------------------------------- | -------------- |
| Nage libre             |                                                                           |                    | |                |                                                                        |                |
| 50 m                   | Evgeny Sedov Russie                                                       | 22 s 07            | Bohdan Plavin Ukraine                                                                                  | 22 s 43        | Fotios Mylonas Grèce                                                   | 22 s 64        |
| 100 m                  | Evgeny Sedov Russie                                                       | 49 s 23            | Kyle Stolk Pays-Bas                                                                                    | 49 s 94        | Sebastian Szczepanski Pologne                                          | 50 s 22        |
| 200 m                  | James Guy Royaume-Uni                                                     | 1 min 48 s 45      | Aleksandr Krasnykh Russie                                                                              | 1 min 49 s 10  | Andrea Mitchell D'Arrigo Italie                                        | 1 min 49 s 56  |
| 400 m                  | Jan Micka Tchéquie                                                        | 3 min 50 s 47      | Matthew Johnson Royaume-Uni                                                                            | 3 min 51 s 11  | Andrea Mitchell D'Arrigo Italie                                        | 3 min 51 s 74  |
| 800 m                  | Paweł Furtek Pologne                                                      | 7 min 59 s 12      | Jan Micka Tchéquie                                                                                     | 7 min 59 s 49  | Wojciech Wojdak Pologne                                                | 8 min 01 s 28  |
| 1 500 m                | Jan Micka Tchéquie                                                        | 15 min 13 s 51     | Paweł Furtek Pologne                                                                                   | 15 min 13 s 85 | Caleb Hughes Royaume-Uni                                               | 15 min 19 s 63 |
| Dos                    |                                                                           |                    | |                |                                                                        |                |
| 50 m                   | Grigoriy Tarasevich Russie                                                | 25 s 46            | Evgeny Sedov Russie                                                                                    | 25 s 55        | Apóstolos Chrístou Grèce                                               | 25 s 76        |
| 100 m                  | Grigoriy Tarasevich Russie                                                | 55 s 08            | Danas Rapšys Lituanie                                                                                  | 55 s 44        | Simone Sabbioni Italie                                                 | 55 s 73        |
| 200 m                  | Grigoriy Tarasevich Russie                                                | 1 min 59 s 31      | Danas Rapšys Lituanie                                                                                  | 1 min 59 s 51  | Dávid Földházi Hongrie                                                 | 1 min 59 s 89  |
| Brasse                 |                                                                           |                    | |                |                                                                        |                |
| 50 m                   | Johannes Skagius Suède                                                    | 27 s 71            | Peter John Stevens Slovénie Vsevolod Zanko Russie                                                      | 28 s 06        |                                                                        |                |
| 100 m                  | Vsevolod Zanko Russie                                                     | 1 min 00 s 96 (RC) | Johannes Skagius Suède                                                                                 | 1 min 01 s 27  | Ilya Khomenko Russie                                                   | 1 min 01 s 48  |
| 200 m                  | Mikhail Dorinov Russie                                                    | 2 min 12 s 27      | Aleksandr Palatov Russie                                                                               | 2 min 12 s 69  | Yannick Lindenberg Allemagne                                           | 2 min 13 s 92  |
| Papillon               |                                                                           |                    | |                |                                                                        |                |
| 50 m                   | Evgeny Sedov Russie                                                       | 23 s 85            | Jonas Bergmann Allemagne                                                                               | 24 s 06        | Daniel Steen Andersen Danemark                                         | 24 s 25        |
| 100 m                  | Daniel Steen Andersen Danemark                                            | 53 s 61            | Sascha Subarsky Autriche                                                                               | 53 s 71        | Mattia Mugnaini Italie                                                 | 53 s 73        |
| 200 m                  | Matthew Johnson Royaume-Uni                                               | 1 min 58 s 84      | Aleksandr Kudashev Russie                                                                              | 1 min 59 s 09  | Pedro Terrés Illescas Espagne                                          | 1 min 59 s 73  |
| Quatre nages           |                                                                           |                    | |                |                                                                        |                |
| 200 m                  | Semen Makovich Russie                                                     | 1 min 59 s 94      | Max Litchfield Royaume-Uni                                                                             | 2 min 02 s 13  | Mark Szaranek Royaume-Uni                                              | 2 min 02 s 49  |
| 400 m                  | Semen Makovich Russie                                                     | 4 min 14 s 65 (RC) | Matthew Johnson Royaume-Uni                                                                            | 4 min 17 s 47  | Aleksandr Osipenko Russie                                              | 4 min 18 s 67  |
| Relais                 |                                                                           |                    | |                |                                                                        |                |
| 4 × 100 m nage libre   | Pologne Jan Hołub Maciej Falaciński Rafał Bugdol Sebastian Szczepański    | 3 min 21 s 71      | Russie Evgeny Sedov Daniil Melyanenkov Ivan Kuzmenko Sergey Tarkhanov                                  | 3 min 22 s 61  | Allemagne Damian Wierling Lucas Schenke Poul Zellmann Alexander Kunert | 3 min 22 s 72  |
| 4 × 200 m nage libre   | Royaume-Uni Max Litchfield Alex Dunk Caleb Hughes James Guy               | 7 min 19 s 84      | Espagne Miguel Durán Navia Marc Calzada Muñoz Arnau Rovira Guillen Guillermo Sánchez Gutiérrez-Cabello | 7 min 23 s 28  | Allemagne Poul Zellmann Lucas Schenke Michael Stoehner Damian Wierling | 7 min 23 s 40  |
| 4 × 100 m quatre nages | Russie Evgeny Sedov Aleksandr Kudashev Vsevolod Zanko Grigoriy Tarasevich | 3 min 37 s 93 (RC) | Allemagne Damian Wierling Alexander Kunert Yannick Lindenberg Carl-Louis Schwarz                       | 3 min 41 s 45  | Suède Emil Gustavsson Joachim Bratt Johannes Skagius Axel Pettersson   | 3 min 42 s 80  |

### Filles
| Épreuve                | Or                                                                                 | Or                 | Argent                                                                               | Argent         | Bronze                                                                                        | Bronze        |
| ---------------------- | ---------------------------------------------------------------------------------- | ------------------ | ------------------------------------------------------------------------------------ | -------------- | --------------------------------------------------------------------------------------------- | ------------- |
| Nage libre             |                                                                                    |                    |                                                                                      |                |                                                                                               |               |
| 50 m                   | Rozaliya Nasretdinova Russie                                                       | 25 s 05 (RC)       | Rūta Meilutytė Lituanie                                                              | 25 s 26        | Giorgia Biondani Italie                                                                       | 25 s 31       |
| 100 m                  | Mariya Baklakova Russie                                                            | 54 s 78 (RC)       | Fatima Gallardo Carapeto Espagne                                                     | 55 s 76        | Julie-Marie Meynen Luxembourg                                                                 | 55 s 92       |
| 200 m                  | Mariya Baklakova Russie                                                            | 1 min 58 s 21 (RC) | Valeria Salamatina Russie                                                            | 2 min 01 s 11  | Melinda Novoszath Hongrie                                                                     | 2 min 01 s 94 |
| 400 m                  | Leonie Antonia Beck Allemagne                                                      | 4 min 12 s 87      | Nikoletta Kiss Hongrie                                                               | 4 min 13 s 43  | Linda Caponi Italie                                                                           | 4 min 13 s 86 |
| 800 m                  | Leonie Antonia Beck Allemagne                                                      | 8 min 33 s 08      | Alisia Tettamanzi Italie                                                             | 8 min 41 s 73  | Nikoletta Kiss Hongrie                                                                        | 8 min 49 s 36 |
| 1 500 m                | Jimena Perez Blanco Espagne                                                        | 16 min 30 s 63     | Flora Sibalin Hongrie                                                                | 16 min 36 s 80 | Alisia Tettamanzi Italie                                                                      | 1 min 41 s 49 |
| Dos                    |                                                                                    |                    |                                                                                      |                |                                                                                               |               |
| 50 m                   | Daria Ustinova Russie                                                              | 28 s 63            | Kathleen Dawson Royaume-Uni                                                          | 28 s 69        | Laura Riedemann Allemagne                                                                     | 29 s 05       |
| 100 m                  | Daria Ustinova Russie                                                              | 1 min 01 s 14      | Kathleen Dawson Royaume-Uni                                                          | 1 min 02 s 21  | Laura Riedemann Allemagne                                                                     | 1 min 02 s 61 |
| 200 m                  | Sonnele Oeztuerk Allemagne                                                         | 2 min 13 s 90      | Ugne Mazutaityte Lituanie                                                            | 2 min 14 s 28  | Laura Riedemann Allemagne                                                                     | 2 min 14 s 61 |
| Brasse                 |                                                                                    |                    |                                                                                      |                |                                                                                               |               |
| 50 m                   | Viktoriya Solntseva Ukraine                                                        | 30 s 83 (RC)       | Marlene Huether Allemagne                                                            | 31 s 61        | Margarethe Hummel Allemagne                                                                   | 31 s 98       |
| 100 m                  | Rūta Meilutytė Lituanie                                                            | 1 min 05 s 48 (RC) | Viktoriya Solntseva Ukraine                                                          | 1 min 07 s 85  | Marlene Huether Allemagne                                                                     | 1 min 09 s 20 |
| 200 m                  | Viktoriya Solntseva Ukraine                                                        | 2 min 25 s 97      | Anastasiya Malyavina Ukraine                                                         | 2 min 28 s 71  | Silvia Guerra Italie                                                                          | 2 min 30 s 03 |
| Papillon               |                                                                                    |                    |                                                                                      |                |                                                                                               |               |
| 50 m                   | Rozaliya Nasretdinova Russie                                                       | 26 s 56            | Lucie Svecena Tchéquie                                                               | 26 s 88        | Nastja Govejsek Slovénie                                                                      | 26 s 99       |
| 100 m                  | Claudia Tarzia Italie                                                              | 59 s 68            | Lucie Svecena Tchéquie                                                               | 59 s 69        | Marie Wattel France                                                                           | 59 s 88       |
| 200 m                  | Anastasia Guzhenkova Russie                                                        | 2 min 11 s 24      | Emma Day Royaume-Uni                                                                 | 2 min 12 s 14  | Dalma Sebestyen Hongrie                                                                       | 2 min 12 s 75 |
| Quatre nages           |                                                                                    |                    |                                                                                      |                |                                                                                               |               |
| 200 m                  | Dalma Sebestyen Hongrie                                                            | 2 min 16 s 10      | Emma Day Royaume-Uni                                                                 | 2 min 16 s 14  | Lisa Katharina Hoepink Allemagne                                                              | 2 min 16 s 64 |
| 400 m                  | Adel Farkas Hongrie                                                                | 4 min 44 s 79      | Amber Keegan Royaume-Uni                                                             | 4 min 46 s 83  | Emily Siebrecht Allemagne                                                                     | 4 min 48 s 05 |
| Relais                 |                                                                                    |                    |                                                                                      |                |                                                                                               |               |
| 4 × 100 m nage libre   | Russie Mariya Baklakova Daria Kartashova Rozaliya Nasretdinova Daria Ustinova      | 3 min 42 s 58 (RC) | Allemagne Anna-Stephanie Dietterle Nele Klein Helen Scholtissek Rosalie Kaethner     | 3 min 45 s 50  | Royaume-Uni Harriet Cooper Lucy Hope Linda Shaw Katie Latham                                  | 3 min 46 s 89 |
| 4 × 200 m nage libre   | Russie Valeria Salamatina Anastasia Guzhenkova Polina Volkodavova Mariya Baklakova | 8 min 01 s 62 (RC) | Allemagne Antonia Massone Rosalie Kaethner Alina Jungklaus Leonie Antonia Beck       | 8 min 07 s 75  | Espagne Elisa Sanchez Morales Fatima Gallardo Carapeto Carmen Rico Perez Africa Zamorano Sanz | 8 min 10 s 04 |
| 4 × 100 m quatre nages | Russie Daria Ustinova Polina Kazina Anastasia Guzhenkova Mariya Baklakova          | 4 min 06 s 11      | Allemagne Laura Riedemann Margarethe Hummel Lisa Katharina Hoepink Helen Scholtissek | 4 min 07 s 48  | Pologne Agata Naskret Dominika Sztandera Paulina Nogaj Wioletta Orczykowska                   | 4 min 10 s 98 |

### Mixte
| Épreuve              | Or                                                                       | Or            | Argent                                                           | Argent        | Bronze                                                                  | Bronze        |
| -------------------- | ------------------------------------------------------------------------ | ------------- | ---------------------------------------------------------------- | ------------- | ----------------------------------------------------------------------- | ------------- |
| 4 × 100 m nage libre | Russie Evgeny Sedov Rozaliya Nasretdinova Ivan Kuzmenko Mariya Baklakova | 3 min 29 s 10 | Royaume-Uni Jack Smith Harriet Cooper Mark Szaranek Katie Latham | 3 min 33 s 25 | Allemagne Damian Wierling Alexander Kunert Nele Klein Helen Scholtissek | 3 min 34 s 23 |

(RC): Records des Championnats

## Tableau des médailles
| Rang  | Nation      | Or | Argent | Bronze | Total |
| ----- | ----------- | -- | ------ | ------ | ----- |
| 1     | Russie      | 22 | 7      | 2      | 31    |
| 2     | Royaume-Uni | 3  | 9      | 3      | 15    |
| 3     | Allemagne   | 3  | 7      | 11     | 21    |
| 4     | Tchéquie    | 2  | 3      | 0      | 5     |
| 4     | Ukraine     | 2  | 3      | 0      | 5     |
| 6     | Hongrie     | 2  | 2      | 4      | 8     |
| 7     | Pologne     | 2  | 1      | 3      | 6     |
| 8     | Lituanie    | 1  | 3      | 0      | 4     |
| 9     | Espagne     | 1  | 2      | 2      | 5     |
| 10    | Italie      | 1  | 1      | 8      | 10    |
| 11    | Suède       | 1  | 1      | 1      | 3     |
| 12    | Danemark    | 1  | 0      | 1      | 2     |
| 13    | Slovénie    | 0  | 1      | 1      | 2     |
| 14    | Autriche    | 0  | 1      | 0      | 1     |
| 14    | Pays-Bas    | 0  | 1      | 0      | 1     |
| 16    | Grèce       | 0  | 0      | 2      | 2     |
| 17    | France      | 0  | 0      | 1      | 1     |
| 17    | Luxembourg  | 0  | 0      | 1      | 1     |
| Total | Total       | 41 | 42     | 40     | 123   |